# 250 aC

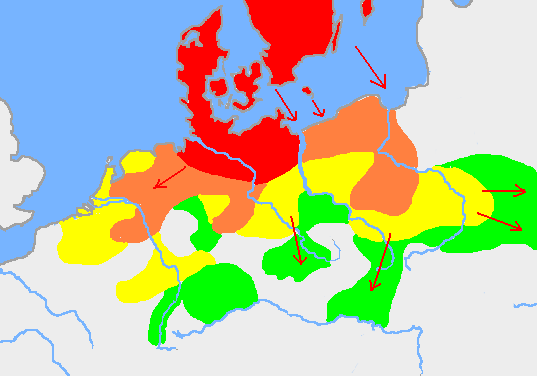
Tribus germàniques a l'Europa de l'any 250 ac (en vermell, taronja i groc)

El 250 aC va ser un any del calendari romà prejulià. Durant la República i l'Imperi Romà, era conegut com a any del consolat de Serrà i Llong (o també any 504 ab urbe condita). L'ús del nom «250 aC» per referir-se a aquest any es remunta a l'alta edat mitjana, quan el sistema Anno Domini va ser el mètode de numeració dels anys més comú a Europa.

## Esdeveniments

### Catalunya
- Els romans construeixen l'anomenada Strata Ceretana a la Baixa Cerdanya, que comunica Ruscino amb Ilerda.[2][3]

### Àsia
- Fundació de la dinastia Arsàcida, els reis de Pàrtia que regnen a l'imperi part, que substitueix el regne dels selèucides. Fundada per Arsaces I de Pàrtia un membre destacat dels parts, la dinastia va conservar el tron fins a l'any 224.[4]
- Creació del regne grec de Bactriana pel sàtrapa Diòdot I, un estat que comprenia Bactriana i Sogdiana al nord de l'actual Afganistan i part de l'Àsia central. Va existir fins al 125 aC.[5][6]

### Roma
- Aquest any són elegits cònsols Gai Atili Règul Serrà i Luci Manli Vulsó Llong.[7]
- En el curs de la Primera Guerra Púnica, després de la victòria de Luci Cecili Metel a Panorm el Senat decideix enviar als cònsols a Sicília amb un exèrcit de quatre legions i 200 naus. Règul i el seu col·lega assetgen Lilibèon, la principal plaça cartaginesa, però no la poden conquerir i les naus queden desfetes per una tempesta. Després de perdre molts homes es limiten a bloquejar la ciutat.[8]
- Hanníbal amic de l'almirall Adhèrbal, és designat per dirigir la flota destinada a aixecar el setge de Lilibèon, ciutat blocada pels romans per terra i mar. Surt de Cartago amb cinquanta naus i arriba a les illes Eguses. A tota vela, aconsegueix arribar a Lilibèon abans que els romans puguin reunir les seves naus per oposar-s'hi. Desembarca deu mil homes i abundants provisions.[9]
- D'acord amb la tradició, després de la desfeta púnica en la batalla de Panorm (Palerm), els cartaginesos alliberen Marc Atili Règul de la presó i l'envien a Roma en llibertat sota paraula per negociar un tractat de pau o un intercanvi de presoners (251 aC). En arribar a Roma recomana al Senat que refusi les propostes cartagineses i continuï la lluita. Per la paraula donada torna a Cartago, on és executat, fent-lo rodar costa avall dins d'un bocoi ple de punxes.[10]

## Necrològiques
- Marc Atili Règul, general i cònsol romà (executat)
- Erasístrat, anatomista i metge reial grec en el regnat de Seleuc de Síria, que havia fundat una escola d'anatomia a Alexandria (data aproximada).[11]